# آنتاگونیست گیرنده پپتید مرتبط با ژن کلسی‌تونین
آنتاگونیست گیرنده پپتید مرتبط با ژن کلسی‌تونین (انگلیسی: Calcitonin gene-related peptide receptor antagonist) یا به اختصار «CGRP»، گروهی از داروها هستند که آنتاگونیست گیرندهٔ شبه گیرندهٔ کلسی‌تونین (CGRPR) محسوب می‌شوند. در حال حاضر پژوهش‌هایی جهت استفاده از این داروها به‌عنوان داروی‌های ضدمیگرن و همچنین درمان آرتروز در حال انجام است.

## نمونه‌های دارویی

### مولکول‌های کوچک غیر پپتیدی
- BI 44370 TA[۲]
- MK-3207[۳]
- اولسجیپانت[۴]
- ریمجیپانت[۵]
- SB-268262
- تلکاجیپانت: به فاز سوم کارآزمایی بالینی رسید و در سال ۲۰۱۱ متوقف شد.[۶]
- یوبروجیپانت[۷]

### پادتن‌های مونوکلونال هدف‌گیرندهٔ CGRPR
- ارنوماب[۸]

### پادتن‌های مونوکلونال هدف‌گیرندهٔ مولکول CGRP
- اپتینزوماب
- فرمانزوماب[۹][۱۰]
- گالکانزوماب

## سلامت متابولیک
در موش‌هایی که این داروها را دریافت داشتند، ترشح انسولین بهبود و التهاب مزمن کاهش یافت که همگی در نهیات سبب بهبود و ارتقا سلامت متابولیک بدن در حیوانات شد.